# Georges Bertrand
Georges Bertrand (*1932-?) es un geógrafo y biogeógrafo francés.

## Biografía
En los años 1970, fue, junto a Jean Tricart (1920-2003), uno de los más influyentes especialistas en la renovación de la geografía física francesa, 

haciendo hincapié en la necesidad de realizar una geografía física integral (y) el hecho de que la naturaleza es parte de lo social

Fue director del Laboratorio CIMA (Centro Interdisciplinar de Estudios sobre los Ambientes Naturales y de la Organización Rural)- CNRS de Francia, y del Instituto de Paisajismo de Toulouse, ambos asociados a la Universidad de Toulouse – Le Mirail.
Es conocido por diseñar la metodología GTP (acrónimo Geosistema, Territorio, Paisaje): método de análisis de los paisajes.

## Algunas publicaciones

### Libros
- Metailie, jean-paul; georges Bertrand. 2006. Les mots de l’environnement. Presses Universitaires du Mirail
- Bertrand, claude; georges Bertrand. 2006. Geografía del medio ambiente. El sistema GTP: Geosistema, Territorio y Paisaje
- Bertrand, georges; claude Bertrand. 2002. Une Géographie Traversière. L’environnement à Travers Territoires et Temporalités . París : Éditions Arguments
- -----. 1968. Paysage et géographie physique globales: esquisse methodologique. Révue de Géographie des Pyrenées et Sud-Ouest. Toulouse 39 : 249-72